# Michel de Séréville
 (février 2023).
Si vous disposez d'ouvrages ou d'articles de référence ou si vous connaissez des sites web de qualité traitant du thème abordé ici, merci de compléter l'article en donnant les références utiles à sa vérifiabilité et en les liant à la section « Notes et références ».
 (février 2023).
La mise en forme du texte ne suit pas les recommandations de Wikipédia : il faut le « wikifier ».
Les points d'amélioration suivants sont les cas les plus fréquents. Le détail des points à revoir est peut-être précisé sur la page de discussion.
- Les titres sont pré-formatés par le logiciel. Ils ne sont ni en capitales, ni en gras.
- Le texte ne doit pas être écrit en capitales (les noms de famille non plus), ni en gras, ni en italique, ni en « petit »…
- Le gras n'est utilisé que pour surligner le titre de l'article dans l'introduction, une seule fois.
- L'italique est rarement utilisé : mots en langue étrangère, titres d'œuvres, noms de bateaux, etc.
- Les citations ne sont pas en italique mais en corps de texte normal. Elles sont entourées par des guillemets français : « et ».
- Les listes à puces sont à éviter, des paragraphes rédigés étant largement préférés. Les tableaux sont à réserver à la présentation de données structurées (résultats, etc.).
- Les appels de note de bas de page (petits chiffres en exposant, introduits par l'outil «  Source ») sont à placer entre la fin de phrase et le point final[comme ça].
- Les liens internes (vers d'autres articles de Wikipédia) sont à choisir avec parcimonie. Créez des liens vers des articles approfondissant le sujet. Les termes génériques sans rapport avec le sujet sont à éviter, ainsi que les répétitions de liens vers un même terme.
- Les liens externes sont à placer uniquement dans une section « Liens externes », à la fin de l'article. Ces liens sont à choisir avec parcimonie suivant les règles définies. Si un lien sert de source à l'article, son insertion dans le texte est à faire par les notes de bas de page.
- La présentation des références doit suivre les conventions bibliographiques. Il est recommandé d'utiliser les modèles {{Ouvrage}}, {{Chapitre}}, {{Article}}, {{Lien web}} et/ou {{Bibliographie}}. Le mode d'édition visuel peut mettre en forme automatiquement les références.
- Insérer une infobox (cadre d'informations à droite) n'est pas obligatoire pour parachever la mise en page.

Pour une aide détaillée, merci de consulter Aide:Wikification.
Si vous pensez que ces points ont été résolus, vous pouvez retirer ce bandeau et améliorer la mise en forme d'un autre article.
Pour le militaire français, voir Philippe Roger Gombaud de Séréville.
Michel de Séréville, né à Saumur le 28 avril 1922, mort à Paris le 23 février 2006, est un peintre et illustrateur français.

## Biographie
Michel de Séréville passe son enfance entre un château médiéval en Lorraine et une maison ancienne Lekueder dans le Pays basque.
Son père est un cavalier du Cadre noir, et sa mère est artiste et musicienne. Dès les premières années, il est impressionné par les forces sauvages de la nature.
Après des études d'architecture à l'École nationale supérieure des beaux-arts en 1941, il se tourne vers la danse classique. Remarqué par Alexandre Volinine des Ballets russes, le partenaire de Anna Pavlova, il devient danseur professionnel avec le Grand Ballet du Marquis de Cuevas, la Compagnie de Ballet Moderne de Paris, et le Ballet de Dirk Sanders à la Comédie-Française.
En 1953, un accident à la jambe met fin à toute activité chorégraphique. Séréville a aussi travaillé pour le théâtre et le cinéma. En 1954 il fait un bref passage au théâtre, aux côtés de Laurent Terzieff et Jean-Marie Serreau, au Théâtre de Babylone (Garcia Lorca), de Roger Blin et Michel Lonsdale. Il joue dans le film Normandie-Niémen.

## Illustrateur
N’ayant jamais cessé de dessiner durant toutes ces années, il rompt définitivement avec la scène et se retire dans la solitude de l’atelier. En 1957 il rencontre Henri Filipacchi qui lui demande de définir le style de couverture de sa nouvelle collection : Le Livre de poche.
Les années suivantes, Séréville signe plus de quatre cents couvertures et illustrations de livres publiés chez Hachette, Plon, Fayard, La Table Ronde, JC Lattès etc. Pendant 18 ans, Michel de Séréville a illustré, entre autres, les œuvres d’Henri Troyat, Graham Greene, Francois Mauriac, Simone de Beauvoir, Alain Decaux, Maurice Druon (Les Rois maudits).

## Expositions
Michel de Séréville expose partout dans le monde : France, États-Unis, Russie, Ukraine, Belgique, Allemagne, Pays-Bas, Kenya, etc. En 1966 à Kiev, sur invitation du poète Ievgueni Ievtouchenko ; en 1968 à Moscou, exposition personnelle, sur invitation du Ministère de la Culture soviétique ; en 1970 à Leningrad, exposition personnelle sous le patronage du poète Andreï Voznessenski ; à Paris en 1971, exposition personnelle, Galerie Chaillot Galliera ; en 1973, exposition personnelle à Galerie P.C.B., présentée par Jacques Tati et exposition personnelle au Festival du Marais, Galerie Charles V.
En 1975, Pierre Emmanuel, qui préside aux destinées de l'Institut national de l'audiovisuel, offre au peintre une exposition personnelle rétrospective de la totalité de son œuvre illustrée : « 18 années d’art graphique dans l’édition ». Alexandre Tarta réalise une émission consacrée à cette manifestation pour Antenne 2, ainsi que la télévision soviétique.
En 1975, il cesse son travail d'illustrateur pour se consacrer entièrement au dessin et à la peinture. Séréville aime peindre la mer et le vent, les arbres et les figures. Les années suivantes, il peint des centaines de tableaux et expose partout dans le monde : 
- 1982 : Denver, Colorado, Exposition personnelle, Amparo Gallery ;
- 1983 : Cologne, , Exposition personnelle, Galerie des Beaux-Arts ;
- 1984 : Valbonne, Exposition personnelle, Festival de Sophia-Antipolis ;
- 1986 : Bruxelles, Exposition personnelle, Galerie l'Angle Aigu ;
- 1987 : Pays-Bas, Exposition personnelle, Hillversum, Galerie Carleen.

En 1988, il met en vente la totalité de son œuvre à l’Hôtel Drouot. Le catalogué de la vente est publié. 
En 1989, il expose à Paris, galerie Triangle, en 1995 à Denver, en 1996 à Kiev, en 1997 au Pays basque, en 1998 à Paris, Atelier de la Grange et exposition permanente au Galerie Les Alliés et en 1999 à Malaga, Espagne, Galerie G. Van . 
Sa dernière exposition a lieu en 2003 à Nairobi, Kenya, à l’École Internationale du Kenya, et au Centre Culturel Français.

## Mort
Il meurt le 23 février 2006 et est inhumé à Mouguerre dans le Pays basque.